# Money Talks (musikalbum)
Money Talks: A Tribute to The Bear Quartet är ett hyllningsalbum till The Bear Quartet, utgivet 2004 på skivbolaget A West Side Fabrication. På skivan medverkar en rad olika artister som alla har tolkat olika The Bear Quartet-låtar.

## Låtlista
1. "Blizzard" - Laakso
2. "Just Locals" - The Concretes
3. "Carsick" - Junip
4. "Hunchback" - Håkan Mild
5. "Machine Gun" - Andreas Mattsson
6. "Euthanasia" - The World
7. "Old Friends" - Seven Shells
8. "Straw" - Erik de Vahl
9. "If You Have a Heart" - Kåre Vernby & Dibaba
10. "Last Ball" - Boy Omega
11. "I'm Slow" - Reverend Big O
12. "Twinreceiver" - Kristofer Åström
13. "Ghosts for Laundry" - Monastir
14. "Put Me Back Together" - Bad Cash Quartet
15. "Speedy" - They Stole a Million
16. "Helpless" - Audrey

## Mottagande
Dagensskiva.com gav Money Talks 9/10.